# Златоустівська сільська рада (Березівський район)
Златоу́стівська сільська́ ра́да — колишня адміністративно-територіальна одиниця та орган місцевого самоврядування в Березівському районі Одеської області. Адміністративний центр — село Златоустове.

## Загальні відомості
Златоустівська сільська рада утворена в 1992 році.
- Територія ради: 58,65 км²
- Населення ради: 784 особи (станом на 2001 рік)
- Водоймища на території, підпорядкованій даній раді: річка Тилігул, Тилігульський лиман

## Населені пункти
Сільській раді були підпорядковані населені пункти:
- с. Златоустове
- с. Софіївка

## Населення
За переписом населення 2001 року в сільській раді мешкали 783 особи.

### Мова
Розподіл населення за рідною мовою за даними перепису 2001 року:
| Мова       | Відсоток |
| ---------- | -------- |
| українська | 93,88 %  |
| російська  | 3,19 %   |
| молдовська | 1,66 %   |
| білоруська | 0,89 %   |
| болгарська | 0,13 %   |
| гагаузька  | 0,13 %   |
| німецька   | 0,13 %   |

## Склад ради
Рада складалася з 15 депутатів та голови.
- Голова ради: Фоменко Микола Миколайович
- Секретар ради: Вагіль Ганна Миколаївна

### Керівний склад попередніх скликань
| Прізвище, ім'я, по батькові | Основні відомості                                                                       | Дата обрання | Дата звільнення |
| --------------------------- | --------------------------------------------------------------------------------------- | ------------ | --------------- |
| Фоменко Микола Миколайович  | Сільський голова, 1971 року народження, освіта середня спеціальна, член Народної партії | 26.03.2006   | 31.10.2010      |
| Фоменко Микола Миколайович  | Сільський голова, 1971 року народження, освіта середня спеціальна, член Народної партії | 31.10.2010   |                 |

Примітка: таблиця складена за даними сайту Верховної Ради України

### Депутати
За результатами місцевих виборів 2010 року депутатами ради стали:

#### За суб'єктами висування
| Суб'єкт висування | Кількість обраних депутатів | %    |
| ----------------- | --------------------------- | ---- |
| Самовисування     | 11                          | 73,3 |
| Партія регіонів   | 4                           | 26,7 |

#### За округами
| № округу        | Прізвище, ім'я, по батькові     | Дата визнання обраним | Освіта             | Партійна приналежність                        | Відомості про обраного депутата                                     |
| --------------- | ------------------------------- | --------------------- | ------------------ | --------------------------------------------- | ------------------------------------------------------------------- |
| Партія регіонів |                                 |                       |                    |                                               |                                                                     |
| 3               | Аратовська Наталія Петрівна     | 03.11.2010            | середня            | позапартійна                                  | ТОВ «АФ Маяк», комірник                                             |
| 4               | Малиш Ніна Миколаївна           | 03.11.2010            | середня            | член Народної партії                          | тимчасово не працює                                                 |
| 5               | Булавенко Наталія Борисівна     | 03.11.2010            | середня            | член Народної партії                          | тимчасово не працює                                                 |
| 12              | Мазуренко Валентина Василівна   | 03.11.2010            | вища               | член Народної партії                          | Златоустівська загальноосвітня школа, вчитель початкових класів     |
| Самовисування   |                                 |                       |                    |                                               |                                                                     |
| 1               | Вагіль Галина Миколаївна        | 03.11.2010            | вища               | позапартійна                                  | Златоустівська сільська рада, секретар                              |
| 2               | Зеленко Оксана Вікторівна       | 03.11.2010            | середня            | член Всеукраїнського об'єднання «Батьківщина» | ТОВ «АФ Маяк», продавець                                            |
| 6               | Булавенко Олена Миколаївна      | 03.11.2010            | середня спеціальна | член Народної партії                          | ТОВ «АФ Маяк», головний бухгалтер                                   |
| 7               | Козубенко Олександр Юрійович    | 03.11.2010            | середня            | член Народної партії                          | ТОВ «АФ Маяк», інженер з техніки безпеки та механік по тваринництву |
| 8               | Вагіль Сергій Миколайович       | 03.11.2010            | середня            | член Народної партії                          | ТОВ «АФ Маяк», зав. гаражем та бригадир тракторної бригади          |
| 9               | Плавницький Віктор Миколайович  | 03.11.2010            | середня            | член Народної партії                          | ТОВ «АФ Маяк», водій                                                |
| 10              | Дубовський Володимир Михайлович | 03.11.2010            | середня            | член Народної партії                          | Златоустівський храм, настоятель                                    |
| 11              | Яровий Сергій Костянтинович     | 03.11.2010            | середня спеціальна | член Народної партії                          | Златоустівська сільська рада, землевпорядник                        |
| 13              | Дробіняк Анатолій Васильович    | 03.11.2010            | вища               | член Народної партії                          | Златоустівська загальноосвітня школа, директор                      |
| 14              | Ткаченко Леонід Григорович      | 03.11.2010            | середня            | член Народної партії                          | Златоустівська загальноосвітня школа, охоронець                     |
| 15              | Грицань Сергій Михайлович       | 03.11.2010            | середня            | член Народної партії                          | ТОВ «АФ Маяк», бригадир будівельної бригади                         |